# Coppa delle Coppe 1971-1972 (pallacanestro femminile)
L'edizione 1971-1972 della Coppa delle Coppe è stata la prima edizione della seconda competizione europea per club organizzata dalla FIBA Europe. Si è svolta tra il 5 novembre 1971 al 9 maggio 1972.
Vi hanno partecipato dieci squadre. Il titolo è stato conquistato dallo Spartak Leningrado, in finale su ZKK Vozdovac.

## Turno preliminare
| Squadra #1        | Totale | Squadra #2 | Andata | Ritorno |
| ----------------- | ------ | ---------- | ------ | ------- |
| Academica Coimbra | 76–115 | Mataró     | 39–45  | 37–70   |

## Ottavi di finale
| Squadra #1         | Totale  | Squadra #2      | Andata | Ritorno |
| ------------------ | ------- | --------------- | ------ | ------- |
| Videoton           | 108–109 | Lokomotiv Sofia | 65–57  | 43–52   |
| Düsseldorf         | 109–193 | Slavia Praga    | 60–104 | 49–89   |
| Mataró             | 100–126 | La Gerbe        | 53–52  | 47–74   |
| Hapoel Gerusalemme | tav.    | Vicenza         | -      | -       |

## Gruppi quarti di finale

### Gruppo A
| Pos | Squadra            | G | V | P | PF  | PS  | DP  | Qualificazione              |  | SLE   | LSO   | SPR   |
| --- | ------------------ | - | - | - | --- | --- | --- | --------------------------- |  | ----- | ----- | ----- |
| 1   | Spartak Leningrado | 4 | 4 | 0 | 289 | 214 | +75 | Qualificate alle semifinali |  | —     | 70–49 | 77–54 |
| 2   | Lokomotiv Sofia    | 4 | 2 | 2 | 238 | 259 | −21 | Qualificate alle semifinali |  | 58–72 | —     | 66–60 |
| 3   | Slavia Praga       | 4 | 0 | 4 | 224 | 278 | −54 |                             |  | 53–70 | 57–65 | —     |

### Gruppo B
| Pos | Squadra            | G | V | P | PF  | PS  | DP   | Qualificazione              |  | VOZ   | LGE    | HGE   |
| --- | ------------------ | - | - | - | --- | --- | ---- | --------------------------- |  | ----- | ------ | ----- |
| 1   | Voždovac           | 4 | 4 | 0 | 351 | 230 | +121 | Qualificate alle semifinali |  | —     | 101–87 | 70–49 |
| 2   | La Gerbe           | 4 | 2 | 2 | 301 | 294 | +7   | Qualificate alle semifinali |  | 57–83 | —      | 83–57 |
| 3   | Hapoel Gerusalemme | 4 | 0 | 4 | 196 | 324 | −128 |                             |  | 37–87 | 53–74  | —     |

## Semifinali
| Squadra #1         | Totale  | Squadre #2      | Andata | Ritorno |
| ------------------ | ------- | --------------- | ------ | ------- |
| Spartak Leningrado | 174–101 | La Gerbe        | 96–48  | 78–53   |
| Voždovac           | 156–144 | Lokomotiv Sofia | 84–63  | 72–81   |

## Finali
| Squadra #1         | Totale  | Squadra #2 | Andata | Ritorno |
| ------------------ | ------- | ---------- | ------ | ------- |
| Spartak Leningrado | 170–124 | Voždovac   | 84–63  | 86–61   |